# Ascotricha guamensis
Ascotricha guamensis är en svampart som beskrevs av L.M. Ames 1951. Ascotricha guamensis ingår i släktet Ascotricha och familjen kolkärnsvampar.   Inga underarter finns listade i Catalogue of Life.